# Теодор (брат на Ираклий)
Вижте пояснителната страница за други личности с името Теодор.
Теодор (Theodore; лат.: Theodorus, на гръцки: Θεόδωρος, fl. ок. 610–636) e брат (или полубрат) на византийския император Ираклий (упр. 610–641) и куропалат и генерал на Ираклий във войната с персите и по време на арабската инвазия в Сирия.
Теодор e син на Ираклий Старши, който е византийски пълководец и екзарх на Картаген. По времето на император Фока (упр. 602–610) той получава службата на куропалат (curopalates) и контролира дворцовата администрация. През 612 г. при депортирането на magister militum per Orientem Приск той командва неговите войски с генерал Филипик. През 613 г. Теодор придружава брат си в боевете против персите близо до Антиохия. През 626 г. Теодор командва част от войската на Ираклий и побеждава при Садак в Месопотамия персийския генерал Шахин.
През 629, 634 и 636 г. комадва войската в битки против нахлулите араби.
Баща е на двама сина: на магистър Теодор (Theodoros Magistros), който през 637 г. участва с Йоан Аталарих в преврат против Ираклий, и на друг син – Григорий.